# La-Hoguette-Gruppe

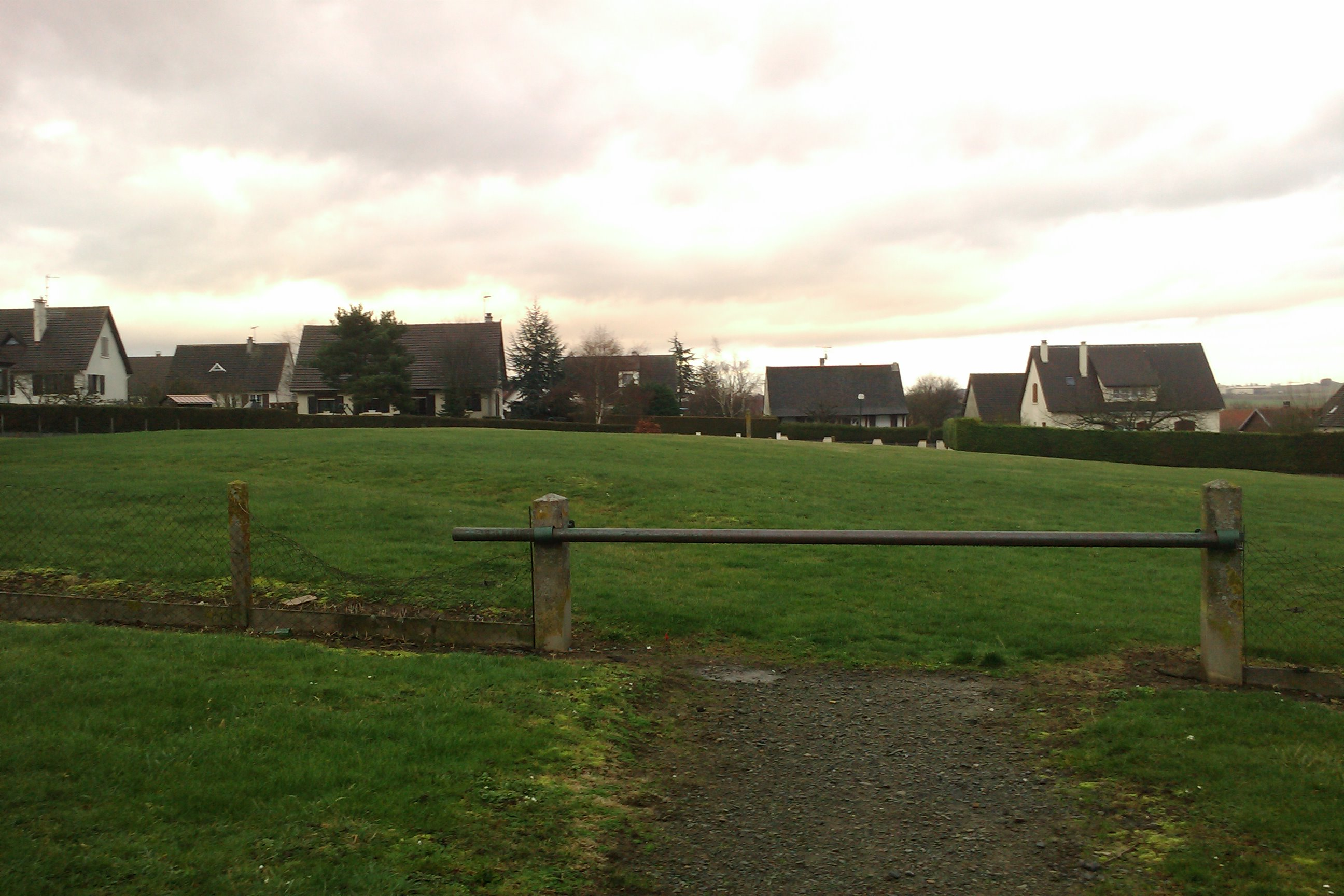
Tumulus de la Hoguette

Die La-Hoguette-Gruppe oder La-Hoguette-Kultur, häufig auch La Hoguette-Gruppe, ist eine archäologische Kultur bzw. Fundgruppe der ältesten Jungsteinzeit in Ostfrankreich. Benannt ist sie nach dem Ort La Hoguette im Département Calvados in der Normandie am Westrand des bekannten Verbreitungsgebietes. Der Name wurde 1983 vom französischen Prähistoriker Christian Jeunesse in die archäologische Forschung eingeführt.
Bei der La-Hoguette-Gruppe handelt es sich um die älteste keramikführende Gruppe der Region, bei Radiokohlenstoffdatierungen im Wesentlichen von 5800 bis 5500 v. Chr. datiert. Vereinzelt ist die Keramik bis in der späte Linearbandkeramik nachgewiesen. Westlich davon existieren gleichzeitig: die Kulturgruppe Villeneuve-Saint-Germain (VSG) (französisch Néolithique ancien) und die an der Loiremündung verbreitete Gruppe „Néolithique ancien atlantique“. Alle drei sind Ausläufer (Epikardial) der in Südfrankreich und im westmediterranen Raum verbreiteten Cardial- oder Impressokultur. Die La-Hoguette-Gruppe gilt indes als Hirtenkultur.

## Verbreitung
Die La-Hoguette-Gruppe geht auf die westliche Ausbreitungsroute der Landwirtschaft nach Europa zurück. Während die stärker vom Feldbau geprägte Kultur der Linearbandkeramiker über die Ägäis und den Balkan kam, breiteten sich die mehr auf Viehhaltung basierenden Kenntnisse der La-Hoguette-Kultur über Nordafrika und den westlichen Mittelmeerraum aus.
Die La-Hoguette-Gruppe war hauptsächlich im Einzugsgebiet von Maas, Mosel und Rhein verbreitet. Im Westen liegen nur zwei Fundstellen an der Maas und die namengebende Fundstelle im Département Calvados (westlich der Seine-Mündung). Im Süden bildet die Grotte du Gardon (Dep. Ain, nördlich von Lyon) den entferntesten Fundpunkt und im Norden ist der Lauf der Lippe die Grenze. Die Ostgrenze bilden die Funde aus Franken. 2010 wurde in einer bandkeramischen Siedlung bei Uffenheim auch La-Hoguette Keramik geborgen.
Die Konzentration der Funde im Überschneidungsgebiet mit der Linearbandkeramik (LBK) ist wahrscheinlich nicht repräsentativ für die ehemalige Gesamtverbreitung, indem von den Trägern der La Hoguette-Gruppe offenbar kaum Gruben angelegt wurden. An der Oberfläche verwittern Scherben sehr schnell, bleiben also nur in geschützter Lage wie in Höhlen (Grotte du Gardon oder Bavans), unter einem jüngeren Großsteingrab (La Hoguette) oder an einem Hangfuß einsedimentiert (Liestal, Bad Cannstatt) erhalten. Das Fehlen massiver und häufiger Bodeneingriffe unterscheidet die Träger der La-Hoguette-Gruppe wie die Erzeuger der Limburger Keramik (siehe unten) deutlich von den Bandkeramikern. Gelangten La-Hoguette-Scherben aber in bandkeramische Gruben, so blieben sie dort erhalten. Dies impliziert direkte Kontakte zwischen den Kulturen oder die nachträgliche Nutzung eines aufgelassenen Siedlungsplatzes von La Hoguette durch Bandkeramiker. Im linksrheinischen Verbreitungsgebiet findet man La-Hoguette-Keramik eher zusammen mit einer jüngeren Bandkeramik oder selbstständig, im östlichen Verbreitungsgebiet dagegen fast immer vergesellschaftet mit einer stilistisch älteren Bandkeramik.

## Materielle Kultur
Von der La-Hoguette-Gruppe ist kaum mehr als ihre Keramik bekannt, die sich in Farbe, Form und Dekor deutlich von der Bandkeramik unterscheidet. Diese ist durch Einstichverzierungen in Bändern oder Girlanden gekennzeichnet, die teilweise von plastischen Leisten begleitet sind. Ähnliche Einstichverzierungen, aber ohne plastische Zusätze, finden sich auch in der west-mediterranen Cardial- oder Impressokultur. Die einzig gute Parallele bietet allerdings nur die schwierig datierbare Fundstelle Leucate-Corrège (Languedoc). Typisch ist darüber hinaus die Knochenmagerung der Tonware, die sich auch bei der chronologisch teilweise jüngeren Limburger Gruppe und in der Blicquy und Villeneuve-Saint-Germain-Gruppe findet. Die Knochenmagerung stellt ein Element dar, das sich im westlichen Mittelmeerraum bestenfalls vereinzelt zeigt. Ein kultureller Einfluss der Träger der Cardial- oder Impressokultur auf die Träger der La-Hoguette-Gruppe und damit eine Herkunft aus dem westlichen Mittelmeerraum und eine sehr frühe Rhoneaufwärts gerichtete Wanderung – sei es von Ideen, Kulturtechniken oder Personen – ist dennoch sehr wahrscheinlich.
Die lithische Industrie ist mit triangulären Pfeilspitzen in Bruchenbrücken und Bad Cannstatt belegt. Dorsal reduzierte Klingen mit glatten und niemals facettierten Schlagflächenresten deuten auf mittelsteinzeitliche Traditionen, wie sie in der Schweiz und Südostfrankreich belegt sind.

## Siedlungen
Bisher wurde La-Hoguette-Keramik vor allem in Siedlungen der ältesten und älteren Bandkeramik gefunden, es gibt jedoch auch Funde zusammen mit jüngerer Bandkeramik, die fast ausnahmslos im westlichen Verbreitungsgebiet liegen. Es gibt nur wenige Fundorte, in denen La-Hoguette-Keramik nicht zusammen mit Bandkeramik gefunden wurde:
- der eponyme Fundort La Hoguette im Dép. Calvados, Frankreich,
- Anröchte und Bad Sassendorf, Deutschland,
- Liestal-Hurlistrasse, Schweiz (Scherben und walzenförmiges langes Beil),
- Grotte du Gardon, Dep. Ain, Frankreich,
- Fundstelle Wilhelma in Bad Cannstatt[4]
- Sweikhuizen, Provinz Limburg, Niederlande

Ein im Museum Alzey gezeigtes, reich verziertes eiförmiges Gefäß der Gruppe La Hoguette aus Dautenheim, Kreis Alzey-Worms, entstammt mit Resten von fünf weiteren Gefäßen einer Altgrabung mit unklaren Fundumständen.
Weitere Fundorte sind Assenheim, Friedberg-Bruchenbrücken, Goddelau, Gerlingen, Nackenheim.

## Gräber
Gräber oder Skelettfunde liegen bisher nicht vor. Allerdings zeigt die Neudatierung der Schädelfunde aus dem Hohlenstein bei Asselfingen im Lonetal nordöstlich von Ulm, dass die Opfer sehr nahe an den Beginn der Neolithisierung des Gebietes angesiedelt werden müssen. An den ca. 7.800 Jahre alten Schädeln eines 20- bis 30-jährigen Mannes, einer etwa 20-jährigen Frau und eines etwa 4-jährigen missgebildeten Kindes (Wasserkopf) stellte man fest, dass der Hals von vorne nach hinten durchgetrennt war. Die Erwachsenen weisen im Bereich der Schläfen Schlagmarken wie von Keulenhieben auf. Das Kind wurde durch einen Schlag aufs Hinterhaupt getötet. Ob die Schädel mittelsteinzeitlichen Jägern und Sammlern oder Angehörigen der La-Hoguette-Gruppe zuzurechnen sind, lässt sich mit der Datierung allein nicht entscheiden.

## Wirtschaftsweise
Funde aus der Wilhelma (Stuttgart) belegen die Kenntnis von Haustieren. Vielleicht wurde auch der Borstenmohn von den Trägern der La-Hoguette-Kultur aus dem Mittelmeerraum nach Westeuropa gebracht. Schon vor Jahrzehnten war aufgefallen, dass Mohn, der vom westlichen Mittelmeer stammt, nur im westlichen Bereich der Linearbandkeramik angebaut wurde. War 1982 noch unerklärlich, wie Mohnsamen von Spanien oder Südfrankreich ins Rheinland gelangten, so ist mit der La-Hoguette-Gruppe ein möglicher „Transporteur“ vorhanden.
Die La-Hoguette-Keramik wird von manchen Forschern darüber hinaus mit frühen menschlichen Einflüssen auf die Vegetation in Verbindung gebracht. Verschiedene botanische und pollenanalytische Untersuchungen zeigen, dass die Menschen nördlich der Alpen schon vor der Bandkeramik Wälder rodeten und Pflanzen anbauten. Allerdings beginnt dieser Prozess, wie Funde aus Wallisellen bei Zürich belegen, nicht erst mit dem Beginn von La Hoguette in Mitteleuropa, sondern bereits um 6900 v. Chr. Das bedeutet, dass bereits ca. 1500 Jahre vor der Durchsetzung des Ackerbaues in Mitteleuropa, aber auch 1000 Jahre vor dem Beginn der südfranzösischen Cardial- oder Impressokultur, zumindest Grundprinzipien des Pflanzenanbaues in Mitteleuropa bekannt waren. Wie und auf welchen Wegen diese Kenntnisse und Pflanzensamen vom Nahen Osten in das Gebiet nördlich der Alpen gelangten, ist unbekannt.

## Linearbandkeramik, La Hoguette und Limburg
Im Osten ihres Verbreitungsgebiets (Oberrheingebiet, Rheinland, mittlerer Neckar und Mainfranken) tritt die La-Hoguette-Keramik meist vergesellschaftet mit ältester, gelegentlich auch älterer Bandkeramik auf. Die Frage, inwieweit La Hoguette eine – vielleicht sogar aus dem Südwesten zugewanderte – Personengruppe widerspiegelt (Problem der ethnischen Deutung) oder es sich lediglich um einen konkurrierenden Stil innerhalb einer Gesellschaft handelt, ist noch nicht eindeutig beantwortet. Deutlich werden beim derzeitigen Forschungsstand Kontakte zwischen den beiden Kulturen. Abgesehen von der häufigen Vergesellschaftung, bei der sich auch die regional unterschiedlichen Erhaltungsbedingungen auswirken könnten, sind aus den ältestbandkeramischen Fundorten Goddelau, Bruchenbrücken und Zilgendorf beispielsweise ältestbandkeramische Imitationen von La-Hoguette-Verzierungen bekannt, aus Friedberg-Bruchenbrücken auch unverzierte La-Hoguette-Keramik, die man – da sonst weitgehend fehlend – als direkten bandkeramischen Einfluss auf LaHoguette-Töpferei werten könnte. Das relativ schnelle Verschwinden der La-Hoguette-Kultur im Osten des Verbreitungsgebietes kann eventuell auf die überlegenere technische Ausstattung der Bandkeramiker zurückgeführt werden, die vermutlich bereits mit Ochse und Pflug arbeiteten, wobei sich dann allerdings die Frage stellt, warum ihre Kultur im Westen bis ans Ende der Bandkeramik überlebt haben soll.
Schwierig einzuschätzen ist das Verhältnis zwischen der La-Hoguette-Gruppe und der Limburger Gruppe, heute auch Rhein-Maas-Schelde-Mesolithikum genannt, die – wenn auch weniger ausgeprägt – wie La Hoguette Elemente des Cardials beinhaltet. Der Fundschwerpunkt der Limburger Gruppe liegt im Nordwesten der Verbreitungszone von La Hoguette innerhalb von dessen ursprünglichem Verbreitungsgebiet, wie der selbstständige Fundplatz Sweikhuizen in Niederländisch-Limburg beweist. Da die Limburger Keramik nur in älter- bis jüngerbandkeramischem Fundkontext westlich des Rheins auftritt, stellt sich seit einiger Zeit die Frage, ob sich darin zumindest eine lokale zeitliche Abfolge La Hoguette – Limburg spiegelt, oder ob es sich dabei um eine unabhängige Epicardial-Gruppe handelt. Gegenwärtig scheint es so, als wäre die Limburger Gruppe als eigenständige Regionalgruppe zu sehen, was sich auch am Verbreitungsbild der asymmetrischen Trapezklingen zeigt. Seit dem ausgehenden Mesolithikum kristallisiert sich in Mitteleuropa Bipolarität heraus, in der im nachmaligen Limburger Raum rechts lateralisierte, im Hoguette-Raum dagegen links lateralisierte Trapeze vorherrschen.
Anknüpfungspunkte der La-Hoguette-Keramik an die westmediterrane Cardial- oder Impressokeramik deuten sicher auf Einflüsse, die in der Linearbandkeramik mit ihrem donauländischen Hintergrund fremd erscheinen. Gegen Ende der Bandkeramik treten vermehrt Elemente auf, die vermuten lassen, dass die Bandkeramik ihrerseits mediterranen Einflüssen unterworfen war, was sich besonders in der West-Ost-Drift des Tremolierstichmusters auf der Bandkeramik offenbart.
Interessanterweise treten mit der Cerny-Kultur und Blicquy und Villeneuve-Saint-Germain-Gruppe (VSG) im Pariser Becken mittelneolithische Nachfolgegruppen des RRBP (Rubané récent du Bassin Parisien) auf, die darauf schließen lassen, dass eine Synthese zwischen Cardialeinflüssen, der Bandkeramik sowie der Limburger Kultur stattgefunden hat. Mit fortschreitendem Quellenstand zeigt sich, dass die frühneolithische Bevölkerung Mitteleuropas in einem regen Austausch stand.